# Haemogregarina coelorhynchi
Haemogregarina coelorhynchi is een soort in de taxonomische indeling van de Myzozoa, een stam van microscopische parasitaire dieren. Het organisme komt uit het geslacht Haemogregarina en behoort tot de familie Haemogregarinidae. Haemogregarina coelorhynchi werd in 1952 ontdekt door Laird.